# Compilatie (publicatie)
Een compilatie (van Latijn compilare = plunderen) is een publicatie over een bepaald onderwerp dat over dat onderwerp geen nieuwe informatie biedt, maar de reeds bestaande informatie over dat onderwerp bijeenbrengt. Het woord compilatie wordt ook gebruikt voor de bezigheid van het bijeenbrengen.
Een compilatiewerk kan om verschillende redenen worden geschreven, maar enkele motieven liggen het meest voor de hand:
- Deelpublicaties over het onderwerp zijn talrijk, maar zijn te vinden in uiteenlopende bronnen, van tijdschriften tot monografieën, gepubliceerd op diverse tijdstippen en voor de beoogde lezer niet gemakkelijk toegankelijk.

Een voorbeeld vormt de voormalige, vaak sterk gespecialiseerde koloniale vakliteratuur. Voor de geïnteresseerde leek werden wel overzichtswerken geschreven, soms gewijd aan een hele kolonie, soms aan de topografie, de etnologie of een ander aspect ervan. Zo'n geïntegreerde beschrijving kon van een hoog informatief gehalte zijn voor de doelgroep, ook al had de schrijver ervan het beschreven oord nooit bezocht, maar baseerde hij zich uitsluitend op primaire bronnen.
- Een compilatie kan ook geschreven zijn om de stand van zaken in een tak of een deelgebied van wetenschap weer te geven. Deze overzichtswerken zijn vooral van belang voor niet-specialisten, zoals studenten of de belangstellende leek.

Met name op deelgebieden van de wetenschap die volop in ontwikkeling zijn, volgen de publicaties elkaar met grote snelheid op, zij zijn talrijk, uiterst gespecialiseerd en kunnen vaak niet begrepen worden door iemand die niet van de details van het debat op de hoogte is. Een overzichtswerk kan de standpunten en inzichten dan in bevattelijke en handzame vorm presenteren.